# Кошачьи акулы-парматурусы
Кошачьи акулы-парматурусы (Parmaturus) — род хрящевых рыб семейства кошачьих акул (Scyliorhinidae). Родовое название происходит от слов лат. parma — «небольшой щит» и греч. ουρά — «хвост».

## Виды
- Parmaturus albimarginatus (Séret & Last, 2007)
- Parmaturus albipenis (Séret & Last, 2007)
- Parmaturus bigus (Séret & Last, 2007)
- Parmaturus campechiensis (S. Springer, 1979) — Юкатанская кошачья акула-парматурус
- Parmaturus lanatus (Séret & Last, 2007)
- Parmaturus macmillani (Hardy, 1985)
- Parmaturus melanobranchus (W. L. Y. Chan, 1966) — Южнокитайская кошачья акула-парматурус
- Parmaturus pilosus (Garman, 1906) — Японская кошачья акула-парматурус
- Parmaturus xaniurus (C. H. Gilbert, 1892) — Калифорнийская кошачья акула-парматурус